# Никитин Завод
Никитин Завод — деревня в Тонкинском районе Нижегородской области. Входит в сельское поселение Пакалевский сельсовет.

## География
Находится на левом берегу реки Уста на расстоянии примерно 19 километров по прямой на запад от районного центра поселка Тонкино.

## История
В 1870 году упоминался как починок Заводь, здесь тогда было учтено дворов 14 и жителей 110, в 1916 году учтено дворов 31 и жителей 147, был развит лесной и плотницкий промысел.

## Население
Постоянное население  составляло 37 человек (русские 97%) в 2002 году, 13 в 2010 .